# Petru Fotesco
Petru Fotesco (în rusă Пётр Игнатьевич Фотеско, transliterat: Piotr Ignatievici Fotesko; n. 7 iunie 1913, Balta, Gubernia Podolia, Imperiul Rus – d. 16 octombrie 1999, Chișinău, Republica Moldova) a fost un mecanic de locomotivă sovietic moldovean care a activat la Depoul de locomotive din Chișinău. În anul 1966 fost distins cu titlul de Erou al muncii socialiste, de asemenea, cu insigna „Feroviar de onoare”.

## Biografie
S-a născut la 7 iunie 1913 în orașul Balta, gubernia Podolia (Imperiul Rus), într-o familie de muncitori moldoveni. Din 1918 până în 1940 a locuit în Basarabia, atunci parte a României.
Și-a început cariera în 1928 ca muncitor de ocazie. În 1932, începe să lucreze în transportul feroviar ca mecanic la depozitul de locomotive din Chișinău. După ocupația sovietică a Basarabiei, a început să lucreze ca asistent de locomotivă.
La începutul Războiului Germano-Sovietic, îndeplinea funcția conducerii evacuării materialului rulant în regiunea Rostov. În timpul războiului, a lucrat la construcția liniei de cale ferată Bataisk–Aksai, apoi ca mecanic la un depozit al căii ferate Așgabat din RSS Turkmenă.
După reocuparea Basarabiei, s-a întors la Chișinău la slujba anterioară, ca asistent mecanic de locomotivă. În 1948 a devenit șofer de locomotivă. În 1961 a început să lucreze ca șofer de locomotivă Diesel.
A obținut rezultate deosebit de mari în timpul „planului de șapte ani” (1959-1965), devenind unul dintre cei mai buni mecanici de locomotivă diesel din republică.
Prin decretul Prezidiului Sovietului Suprem al URSS din 4 august 1966, pentru succesele remarcabile obținute în „îndeplinirea sarcinilor planului de șapte ani în transport, dezvoltarea și reconstrucția tehnică a căilor ferate”, a fost decorat cu titlul de „Erou al Muncii Socialiste” cu prezentarea Ordinului lui Lenin și a medaliei de aur „Secera și Ciocanul”.
În 1968 a devenit pensionar, dar a continuat să lucreze ca mecanic la depoul de locomotive din Chișinău. Numele său a fost inclus în „Cartea de Onoare de Aur a RSS Moldovenești”, precum și în „Cartea de Onoare a Depoului de Locomotive din Chișinău”.
A fost ales deputat al Sovietului Suprem al RSS Moldovenești al convocărilor a VI-a și a VII-a (1963–1971). Ca membru al PCUS, a fost delegat la Congresele IX (1960) și XV (1981) ale Partidului Comunist al RSSM. 
A decedat în Chișinău la 16 octombrie 1999, fiind înmormântat la cimitirul armenesc.